# Paul Abriani
Paul Abriani, né en 1607 à Vicence et mort en 1699 à Venise, est un poète et religieux italien.

## Biographie
Paul Abriani naît en 1607 à Vicence.
Il entre fort jeune dans l'ordre des Carmes, sous le nom de frère François; mais, en manque de vocation, il dépose sa robe en 1654,.
Paul Abriani professe la littérature dans plusieurs villes d'Italie. Il publie ses poésies sous le titre Canzoni (Venise, 1663-64, in-12). Il traduit l'Art poétique, d'Horace (Venise, 1663-64, in-12); la Pharsale, de Lucain (Venise, 1668, in-12) et les Odes, d'Horace (Venise, 1680, in-12). Il est aussi l'auteur d'ouvrages en prose : ses discours académiques qu'il intitule modestement Funghi (champignons) (Venise, 1657, in-12), et un ouvrage de critique sur le Tasse dont le titre est il Vaglio (le Crible) (Venise, 1687, in-4).
Paul Abriani meurt en 1699 à Venise.
Nic. Aug. Caferrius fait son éloge dans son Synthema vetustatis, sive flores historiarum, Rome, in-fol. page 380.